# Diplotaxis pacata
Diplotaxis pacata är en skalbaggsart som beskrevs av Leconte 1856. Diplotaxis pacata ingår i släktet Diplotaxis och familjen Melolonthidae. Inga underarter finns listade i Catalogue of Life.